# Dandamis
Dandamis o Mandanis (probabilmente Danda-swami) (... – IV secolo a.C.) è stato un filosofo gimnosofista indiano.
È stato una figura importante della località di Taxila, dove ha conosciuto Alessandro Magno e Calano. La sua storia è raccontata da Strabone, Diodoro, Arriano e Palladio.

## Biografia
Dandamis è stato uno degli gimnosofisti incontrati durante la spedizione di Alessandro Magno in India, presumibilmente prima che i dieci famosi filosofi cominciassero a ribellarsi al re Saba, che Alessandro perdonò a causa della loro acutezza filosofica.
Mentre si trovava a Taxila, Alessandro inviò il suo filosofo Onesicrito, un cinico adepto di Diogene, a visitare un consiglio di gimnosofisti che vivevano nelle giungle vicine. Lì Onesicrito incontrò Calano, che lo accolse con arroganza, e Dandamis, il più anziano e saggio di loro, che rimproverò il collega per le sue cattive maniere e lodò la saggezza di Alessandro nel voler imparare da loro. Dandamis rivelò inoltre che era stato lui a consigliare al re di Taxila di ricevere pacificamente Alessandro per maggior beneficio di entrambi. Dopo aver dato a Onesicrito una breve lezione sulla dottrina ascetica indiana, secondo la quale il dolore e il piacere dovrebbero essere evitati per rafforzare la mente e la saggezza, Dandamis chiese se tali correnti esistessero in Grecia. Era contento di ascoltare le teorie di Pitagora, Socrate e Diogene, sebbene obiettasse anche che i Greci sbagliavano nel valutare la cultura e le leggi al di sopra della natura.
Ad un certo punto, Onesicrito informò Dandamis che Alessandro, che era chiamato figlio di Zeus, gli avrebbe presentato grandi doni se fosse venuto da lui personalmente o avesse inviato uno dei suoi apprendisti, e che avrebbe potuto punirlo se non lo avesse fatto. Nessuna di queste opzioni impressionò l'indù, il quale replicò che Alessandro non poteva essere figlio di Zeus, poiché regnava solo su una piccola parte del mondo; che lui stesso non aveva bisogno di doni o ricompense, essendo un asceta come in effetti era; e infine, che non temeva per la sua vita, poiché la morte lo avrebbe solo liberato dal suo vecchio corpo e lo avrebbe reincarnato in una vita migliore e più pura. Impressionato da questo messaggio, Alessandro ordinò di lasciarlo in pace. Nonostante ciò, Calano scelse di accompagnare Alessandro nel suo gruppo, fatto per il quale fu disapprovato dai compagni, che lo consideravano suscettibile di lussi.

## Nel cristianesimo
Il cronista cristiano Palladio di Galazia, otto secoli dopo le fonti tradizionali, si discosta da esse in un dialogo chiamato De gentibus Indiae et Bragmanibus, apparentemente basato su una favola di radici ciniche del II secolo. Nel testo, però, si apprezzano non solo la tracce della cristianizzazione palladiana propria della vicenda, ma anche le influenze della setta gnostica Encratite che Palladio sembrava non notare nell'originale lavoro a causa del suo arcaismo.
Il dialogo mostra un Dandamis ostile ai costumi e alla teologia greci, scettico sull'intenzione di Alessandro di imparare da lui, poiché afferma che i gimnosofisti mancano di ricchezze e adorano invece virtù a cui i macedoni sono empi. Dandamis accusa Alessandro di essere schiavo dei suoi desideri e lo spinge a diventare un altro gimnosofista, al quale Alessandro, lungi dall’offendersi, ribatte che il suo cammino è stato tracciato dallo stesso dio che gli indù adorano. Il macedone offre quindi a Dandamis grandi doni per il piacere della loro conversazione, ma Dandamis accetta solo pochi vasi di olio cerimoniale per non disonorare la sua gratitudine. Tornando al dialogo, il saggio critica il cosmopolitismo di Calano e la religione degli dei ellenici, osservazioni che Alessandro, probabilmente influenzato dall'interpretatio graeca, liquida come dogmatiche. L'incontro si conclude senza che nessuno dei due convinca l'altro, sebbene con un Alessandro impressionato dalla dialettica brahminica.
La storia ha ricevuto un'altra versione chiamata Collatio, di autore ignoto, in cui Alessandro sarebbe colui che diventa superiore nel dibattito, concludendo che, se la felicità si trova nell'astinenza dai piaceri, allora i detenuti devono essere più felici dei prigionieri. L'autore di questa versione potrebbe essere stato un pagano che si confrontava con le pratiche cristiane, o forse un cristiano che insultava l'astinenza gnostica. L'episodio di Alessandro contro i gimnosofisti finì per penetrare nel Talmud, dove i gimnosofisti furono sostituiti da saggi ebrei del Negev, e nella Storia generale di Alfonso X il Saggio, che li sostituì rispetto ai filosofi sciti.